# لوست إن تايم (فلم 2019)
فيلم لوست إن تايم هو فيلم كيني لعام 2019 من تأليف إديجو موانيكي. يُعتبر فيلم إثارة نفسي يركز على قضية الصحة العقلية.
حتى الآن حصل اc.cلفيلم على خمس جوائز كلاشا. وتشمل فئات الجوائز «أفضل فيلم روائي طويل» و «أفضل مخرج» (بيتر كاوا) و «أفضل ممثل في الفيلم» (جورج مو) و «أفضل سيناريو» (إيديجو موانيكي) و «أفضل تصميم صوتي» (كارانيا كياري).

## الملخص
بعد وفاة والدة سام لا يزال عالقًا في ذاكرته حيث صادف أن ذلك اليوم هو نفس اليوم الذي كاد أن يفقد فيه ابنته. يؤثر هذا عليه نفسيًا ويحاول محاربة مخاوفه. بدأ يعيش في سكن خادم صديقه مايكل لكنه سرعان ما يلاحظ أشياء غريبة تحدث في المنزل. يحاول كشف الألغاز التي تتعلق بالمنزل وزوجة صديقه الغريبة بينما يحارب مخاوفه السابقة والحالية.

## طاقم العمل
- جورج مو بدور سام ويتو
- لوسي نجوروج بدور د. ليليان كاريثي
- آلان أويوجي في دور مايكل كاريثي
- شيلا موروجي في دور جودي ويتو
- ناتاشا ساكاوا بدور سيفا ويتو

## روابط خارجية
- لوست إن تايم  في قاعدة بيانات الأفلام على الإنترنت (بالإنجليزية)